# إدي كوستا
إدي كوستا (بالإنجليزية: Eddie Costa)‏ هو عازف بيانو أمريكي، ولد في 14 أغسطس 1930 في Atlas, Pennsylvania ‏ في الولايات المتحدة، وتوفي في 28 يوليو 1962 في نيويورك في الولايات المتحدة بسبب حادث مرور.

## وصلات خارجية
- إدي كوستا على موقع ميوزك برينز (الإنجليزية)
- إدي كوستا على موقع أول ميوزيك (الإنجليزية)
- إدي كوستا على موقع ديسكوغز (الإنجليزية)